# Вадим Евтушенко
Вадим Евтушенко (на украински: Вадим Євтушенко; на руски: Вадим Евтушенко) е съветски и украински футболист и треньор. Почетен майстор на спорта на СССР (1986).

## Кариера
В Динамо Киев, под ръководството на Валерий Лобановски постига най-добри резултати в кариерата си. Той става пет пъти шампион на СССР.
През 1986 г. печели Купа на носителите на купи, за което той е удостоен със званието „Заслужил майстор на спорта на СССР“. Когато отборът се подмладява, той не влиза в плановете на треньора и преминава във ФК Днипро. Въпреки това, новият отбор не се харесва на Евтушенко, и той се завръща в Киев. Скоро, играчът получава покана от Швеция, която той приема.
Първоначално се очаква той да премине в Хамарбю, но отбора не може да намери достатъчно пари, за да плати за трансфера. В резултат на това, Евтушенко преминава в АИК Футбол. В Швеция той се представя много успешно – помага на АИК през 1992 г., след 55-годишно прекъсване, отново да стане шампион на страната.
В АИК действа като централен полузащитник. Проблем изниква за Евтушенко, когато се оказва, че според законите на Швеция, той не може да играе в страната повече от 4 години и е принуден отново да иска разрешение за пребиваване. По този начин, продължава кариерата си в Швеция.
През 1994 г. се премества в отбора от първа лига Сириус Упсала, където след две години приключва кариерата си.

### Национален отбор
На 15 юни 1980 г. прави дебюта си в националния отбор на СССР, в мач срещу Бразилия, завършил с победа на Съветския отбор 2:1. Общо в националния отбор изиграва 12 мача и вкарва 1 гол. Участник на Световното първенство през 1982 и 1986 г.

## Отличия

### Отборни
Динамо Киев
- Съветска Висша лига: 1980, 1981, 1985, 1986
- Купа на СССР по футбол: 1982, 1985, 1987
- Купа на носителите на купи: 1986

Днипро Днепропетровск
- Съветска Висша лига: 1988
- Купа на СССР по футбол: 1989

АИК
- Алсвенскан: 1992